# 嗚呼!おんなたち 猥歌
『嗚呼!おんなたち 猥歌』(ああ おんなたち わいか)は、にっかつロマンポルノの1作として1981年に公開された日本映画である。

## 概要
『嗚呼!おんなたち 猥歌』は、監督の神代辰巳に俳優として出演している内田裕也自身が企画を持ち込んだ、売れないロック歌手と彼を取り巻く女性たちとの愛欲を描いた「にっかつロマンポルノ10周年記念作品」のひとつとなっている。
ヒロインを角ゆり子、中村れい子が演じ、主人公を企画を持ち込んだ内田裕也が演じている。内田裕也によるイベントの発言で、当初予定していた女優が突然降板し、中村れい子に変更したと語っている。
本作は、『第55回(1981年度)「キネマ旬報」ベストテン』の日本映画部門5位、『第17回(1981年度)「映画芸術」ベストテン』の日本映画部門2位を獲得する。

## あらすじ
売れないロック歌手ジョージは、妻から離婚を迫られている。そんなジョージは、ほぼヒモ状態で平凡な結婚生活を夢見る風俗嬢佳江と同居している。煮えきらない態度のジョージに怒った佳江は、交通事故で入院してしまう。軽症だったジョージは、看護師の羊子を犯してしまう。売れない自分の苛立つ気持ちをぶつけるように、ジョージは佳江と羊子と関係を続ける。そんな中、佳江と羊子との間に不思議な友好関係が生じ、ジョージとの3人暮らしがはじまる。

## キャスト
- 角ゆり子 - 佳江 役 : ソープランドの風俗嬢。ジョージと同棲中。
- 中村れい子 - 羊子 役 : 佳江が入院した病院の看護師。
- 内田裕也 - ジョージ 役 : 売れないロック歌手。佳江と同棲中。
- 絵沢萠子 - 恵子 役 : ジョージに離婚を迫っている。
- 太田あや子 - 一美 役 : ユタカの恋人。
- 安岡力也 - ユタカ 役 : ジョージのマネージャー
- いずみ由香 - レコード屋の店員 役
- 黒田征太郎 - ソープランドの客 役
- 珠瑠美 - ソープランドの女客 役
- 石橋蓮司 - 酒場の客 役
- 高橋明 - 酒場の客 役

## スタッフ
- 監督 - 神代辰巳
- 脚本 - 荒井晴彦・神代辰巳
- プロデューサー : 三浦朗
- 撮影 - 山崎善弘
- 美術 - 渡辺平八郎
- 録音 - 橋本文雄
- 照明 - 加藤松作
- 編集 - 鈴木晄
- 音楽(選曲) - 小野寺修
- 製作担当 - 栗原啓祐
- 助監督 - 加藤文彦
- スチール - 目黒祐司